# Mycena epipterygia
Mycène des fougères
Espèce
Mycena epipterygia, la Mycène des fougères, est une espèce de Champignons (Fungi) la famille des Mycenaceae. Il s'agit d'une Mycène visqueuse et translucide de taille respectable et très variable mais présentant toujours une coloration jaune verdâtre en haut de son pied longiligne. Présente sur l'ensemble de l'holarctique et au delà, elle pousse dans les prairies humides, les pelouses moussues, les aiguilles de conifères et sur le bois de feuillus.

## Systématique

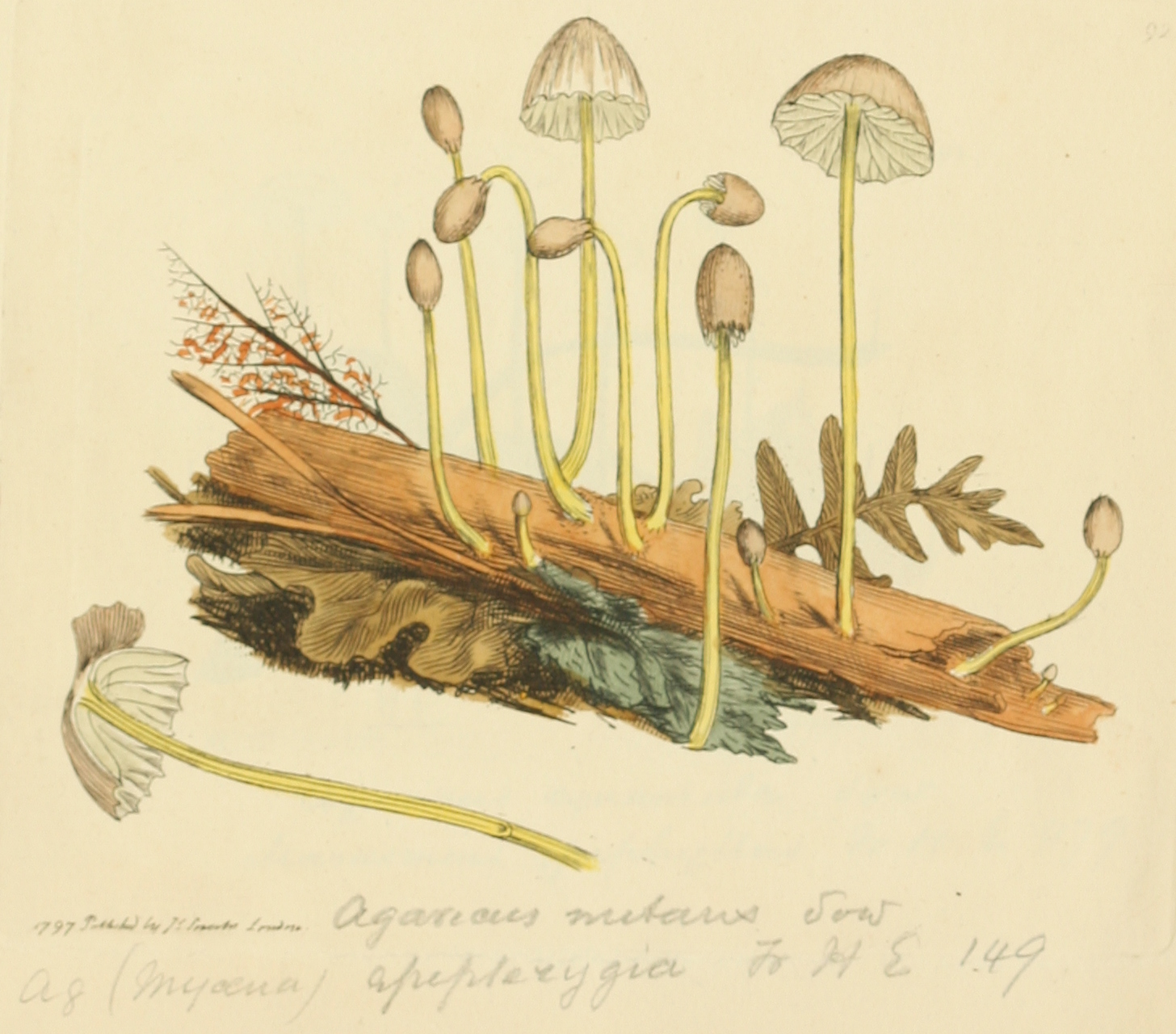
Mycena epipterygia, illustration botanique de James Sowerby

La Mycène des fougères partage avec le genre Mycena sa silhouette typique dite « mycenoïde », sa petite taille, son chapeau en cloche, son pied filiforme sans anneau et sans voile, sa sporée blanche et la présence de cystides sur les lames ainsi que son écologie saprotrophe.
Elle appartient à la section Hygrocyboideae dont elle est la seule représentante. Elle se différencie par sa cuticule visqueuse, séparable et son pied coloré de jaune. Cette espèce est très variable et comprend probablement plusieurs espèces cryptiques souvent difficiles à distinguer. Le Néerlandais Maas Geesteranus a reconnu, en 1992, 12 variétés,.

## Description

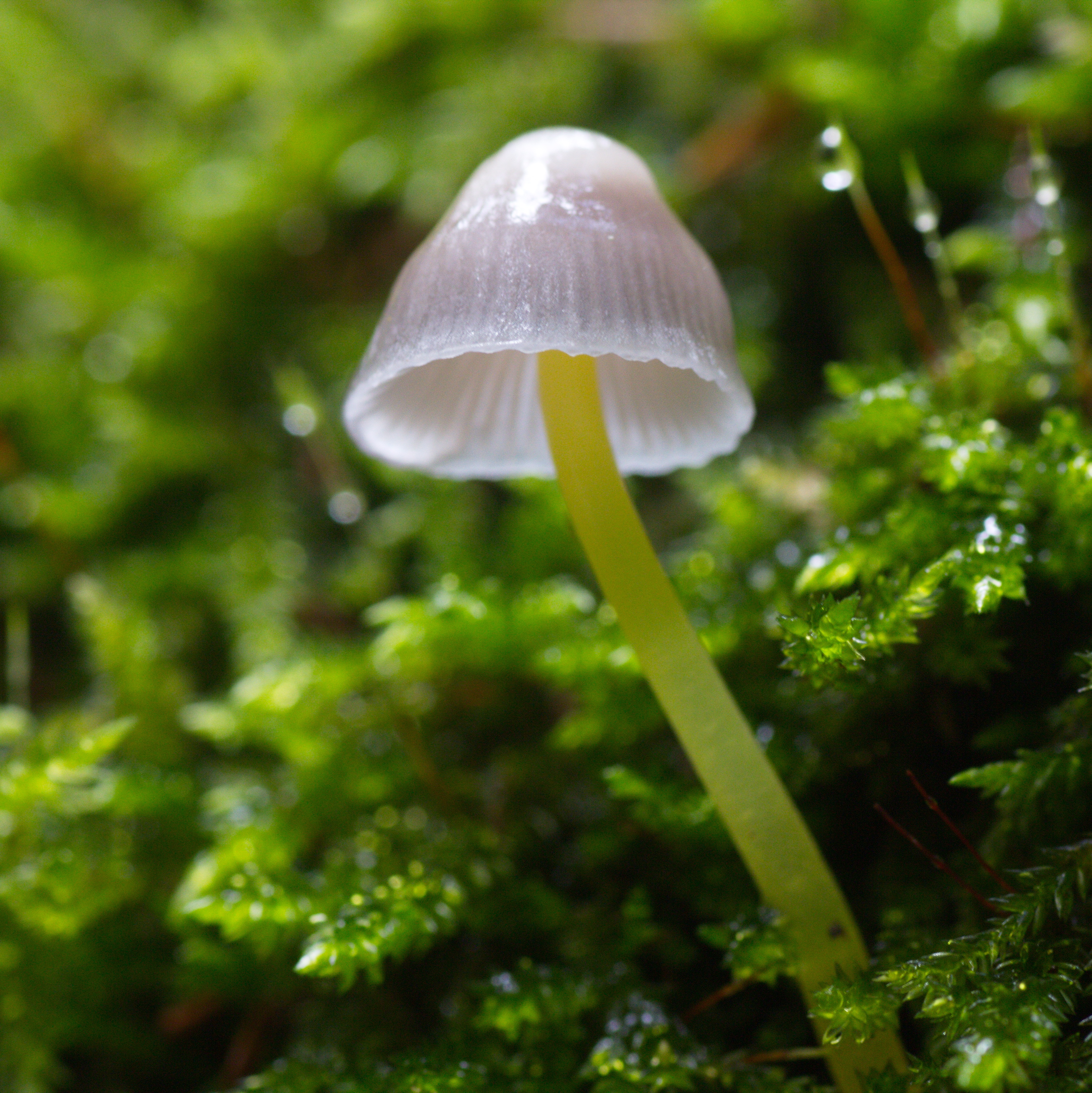
Mycena epipterygia

Mycena epipterygia présente un chapeau de 5 à 25 mm de diamètre, conique à campanulé, s'aplatissant avec l'âge, peu sillonné, translucide-strié, d'abord pruineux, puis visqueux et recouvert d'une pellicule gélatineuse résistante et complètement séparable. Sa cuticule est variablement colorée de citrin gris pâle, gris jaunâtre, jaune verdâtre, jaune olivâtre, brun verdâtre, gris-brun pâle, brun olive, brun sépia pâle, brun rouge foncé, brun noir, ou encore de blanchâtre avec quelques nuances violacées, olivacées ou citrines. Sa marge est plus ou moins irrégulière, concolore avec le reste du chapeau voire un peu plus pâle. Ses lamelles adnées à légèrement décurrentes, sont d'abord blanchâtres à citrine très pâle, devenant grisâtres très pâles, puis fréquemment rougeâtres avec une nuance rose plus ou moins prononcée, et sont parfois tachées de brun rougeâtre. Le pied mesure de 45 à 80 mm de long pour 1 à 2 mm d'épais ; il est creux, un peu élastique à fragile, lisse, visqueux, minutieusement pileux en haut, d'abord citrin ou jaune verdâtre, devenant progressivement jaune pâle à grisâtre pâle ou blanchâtre voire rougissant avec l'âge. Sa base est couverte de longues fibrilles grossières et blanches. Cette espèce dégage une odeur farineuse faiblement parfumée et parfois désagréable et rance à la coupe.
Mycena epipterygia comporte des basides clavées, généralement à 4 spores mais aussi à 2 spores. Les spores, en forme de pépin, lisses et amyloïdes, mesurent de 8 à 11 µm de long pour 4,5 à 8 µm de large, les formes à 2 spores étant plus grande (9 à 13,5 µm pour 7 à 8 µm). Les arêtes des lames présentent des cystides (cheilocystides) incluses dans la masse gélatineuse. Elles sont clavées, couvertes d'excroissances assez peu nombreuses, inégalement espacées, plutôt grossières, simples ou ramifiées, cylindriques à légèrement gonflées. Les faces des lames n'en présentent pas (pleurocystide). La trame des lamelles montre un sens de rotation orienté vers la droite (dextrinoïde). Les hyphes de la cuticule sont larges, ramifiées, couvertes d'excroissances simples ou ramifiées. Les boucles de conjugaison sont présentes dans tous les tissus.

Mycena epipterygia, la Mycène des fougères
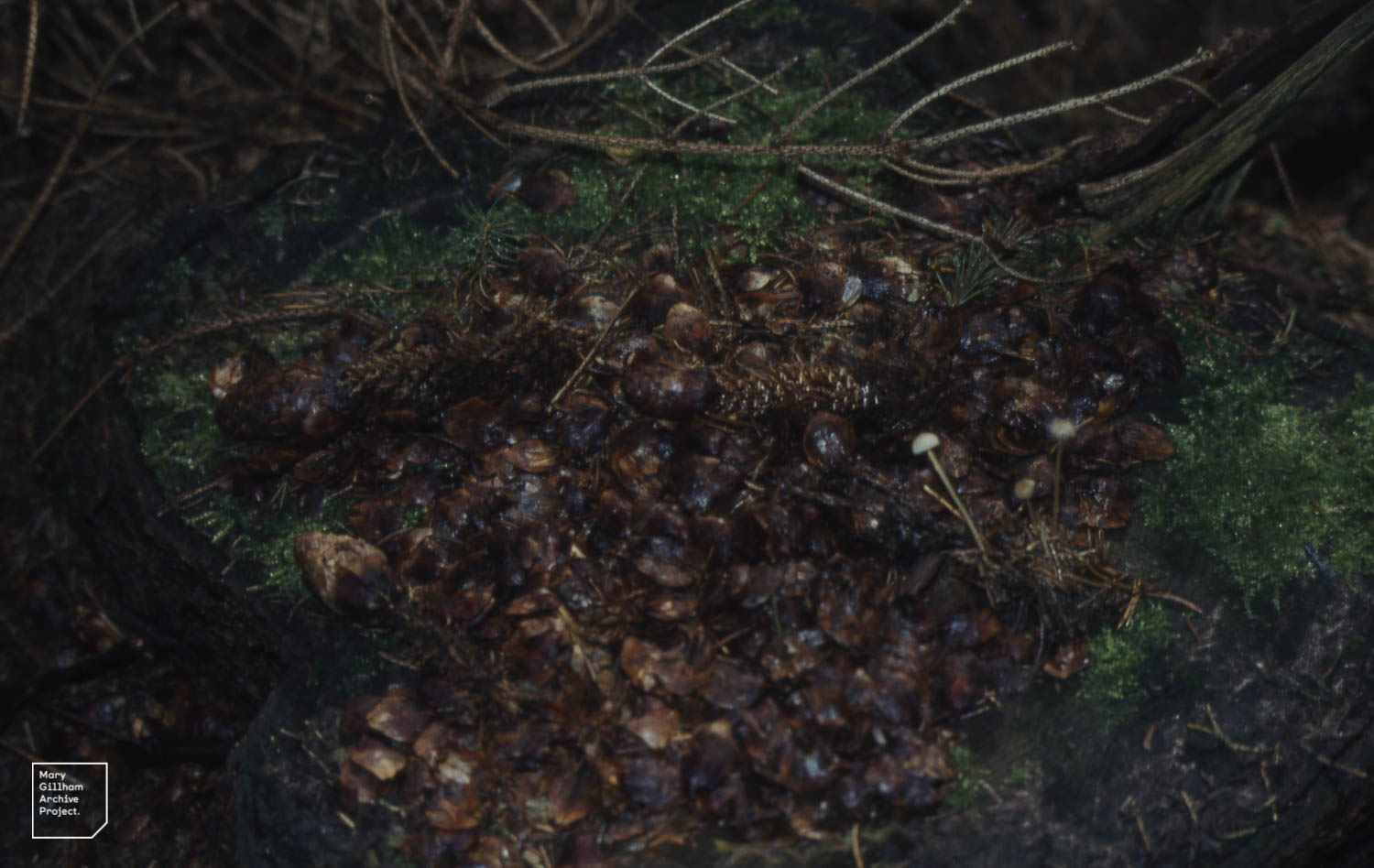
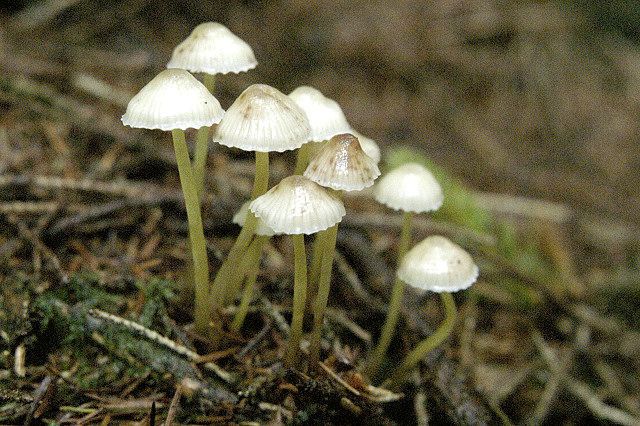
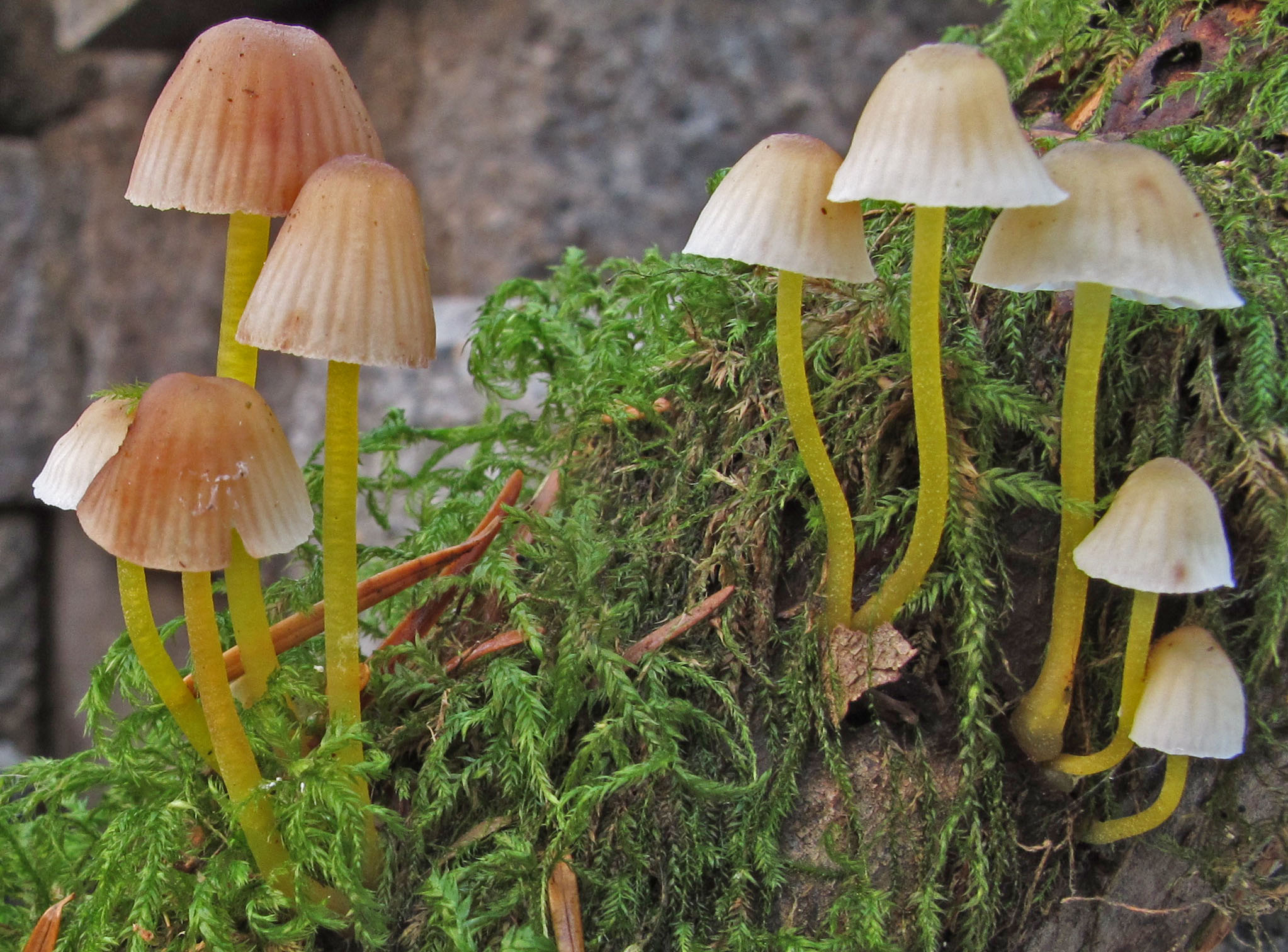
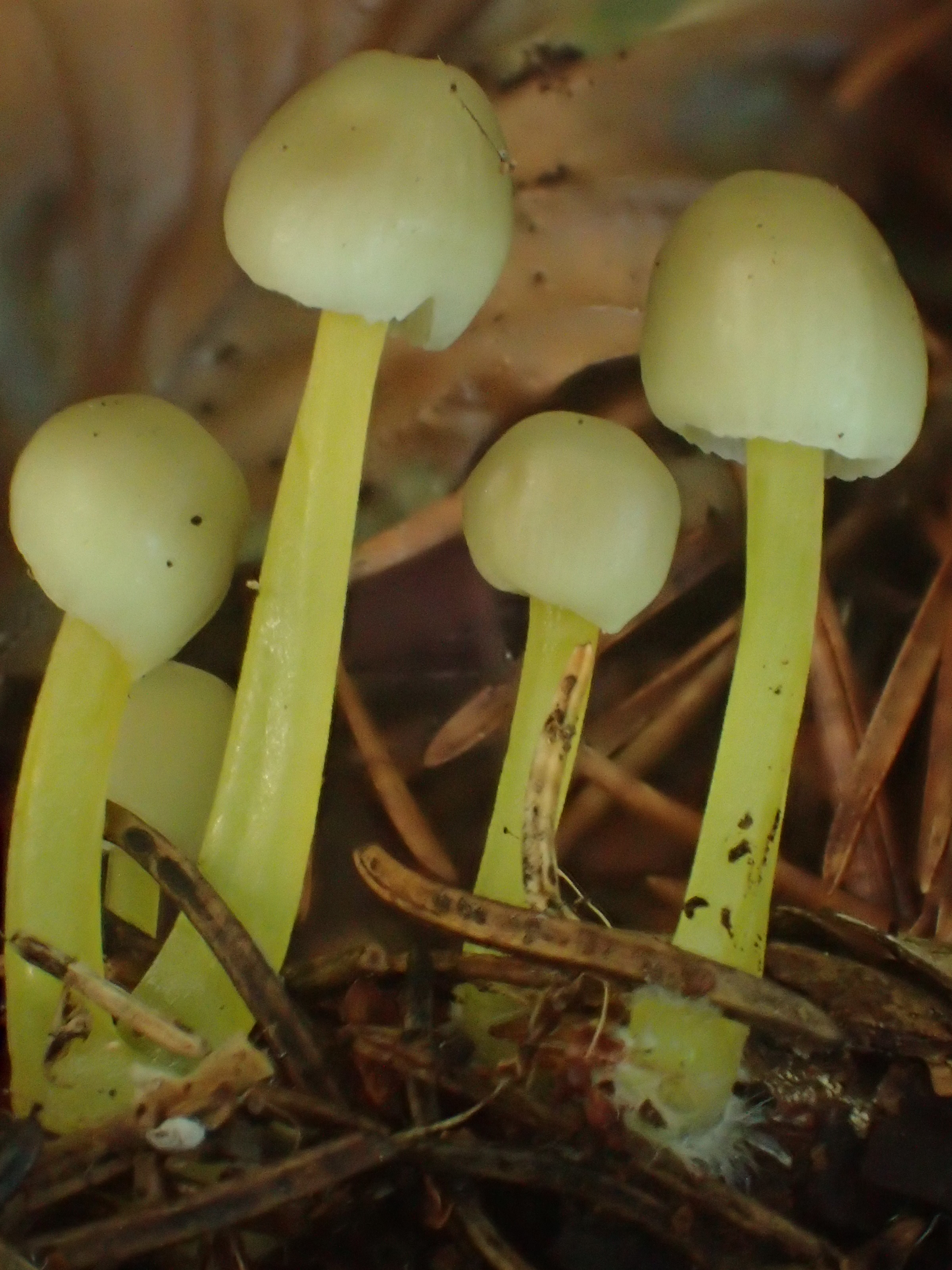
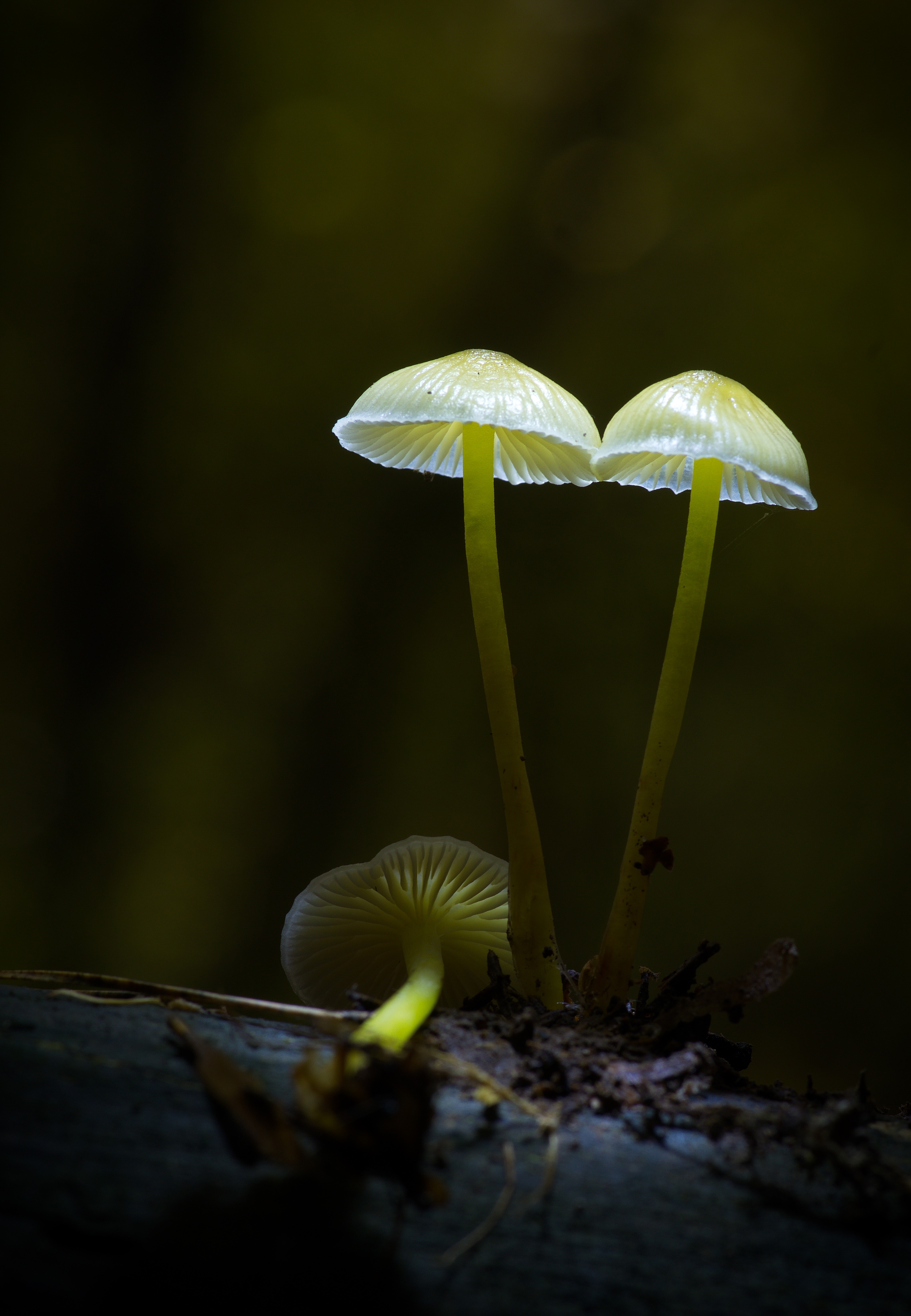
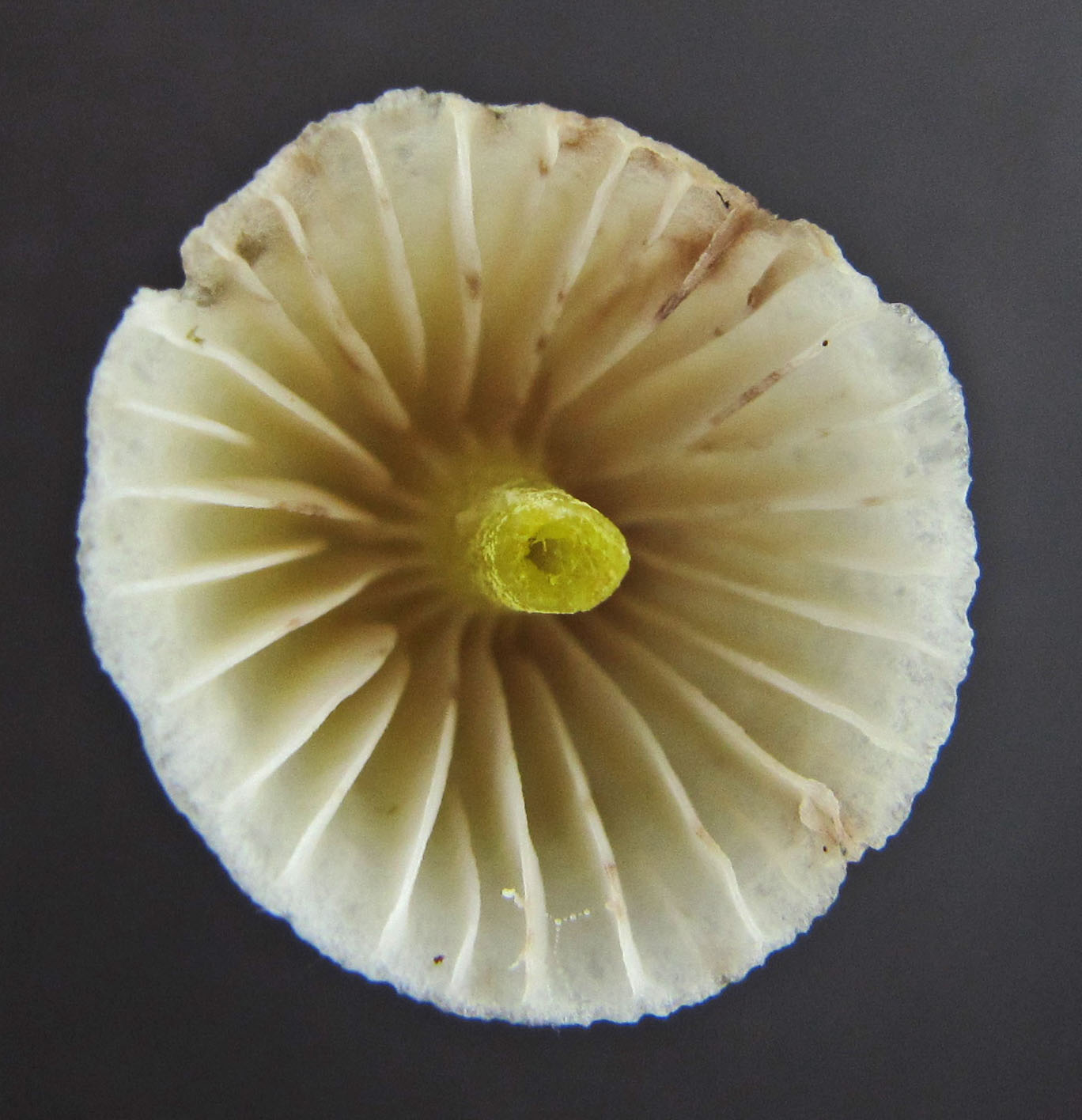
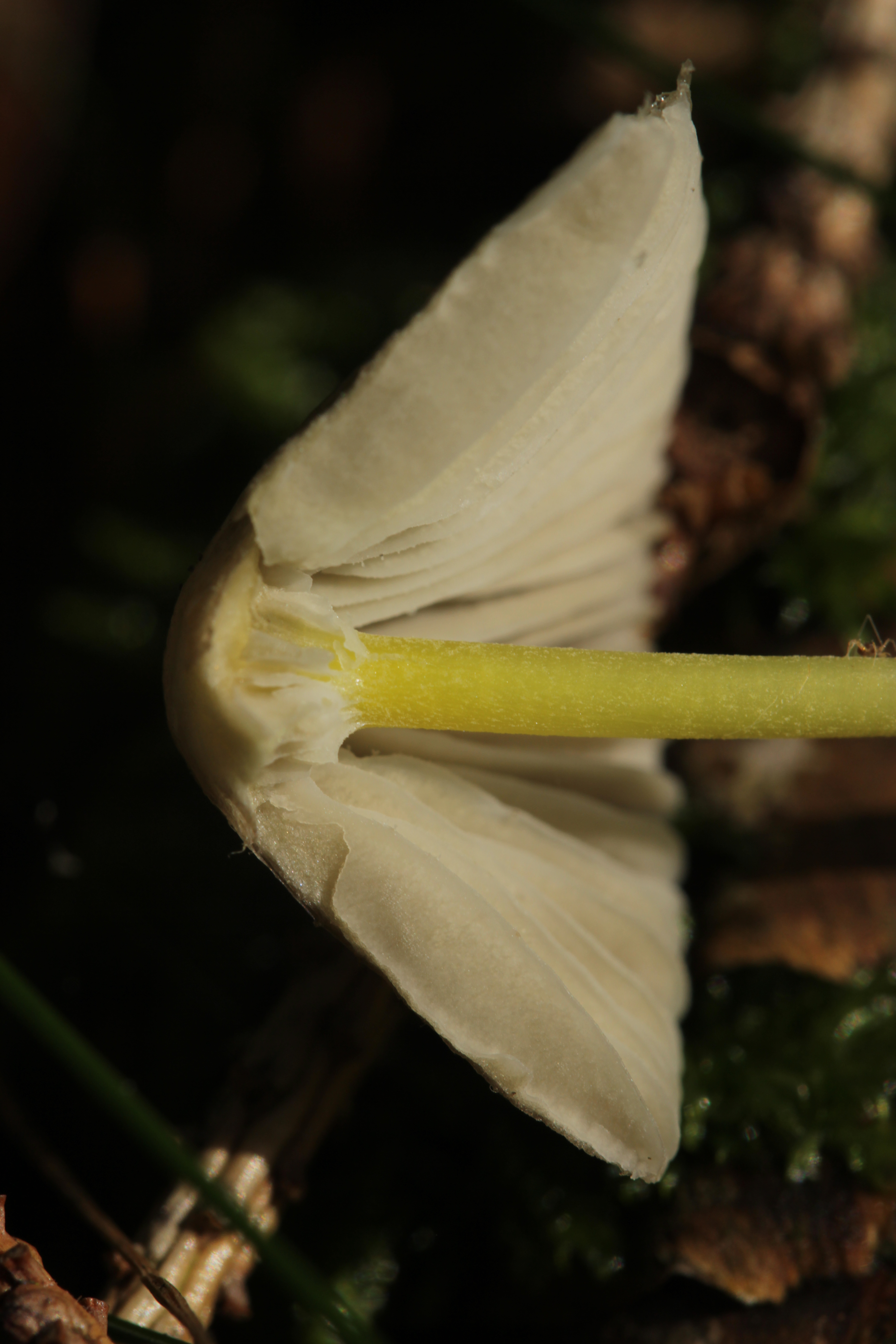
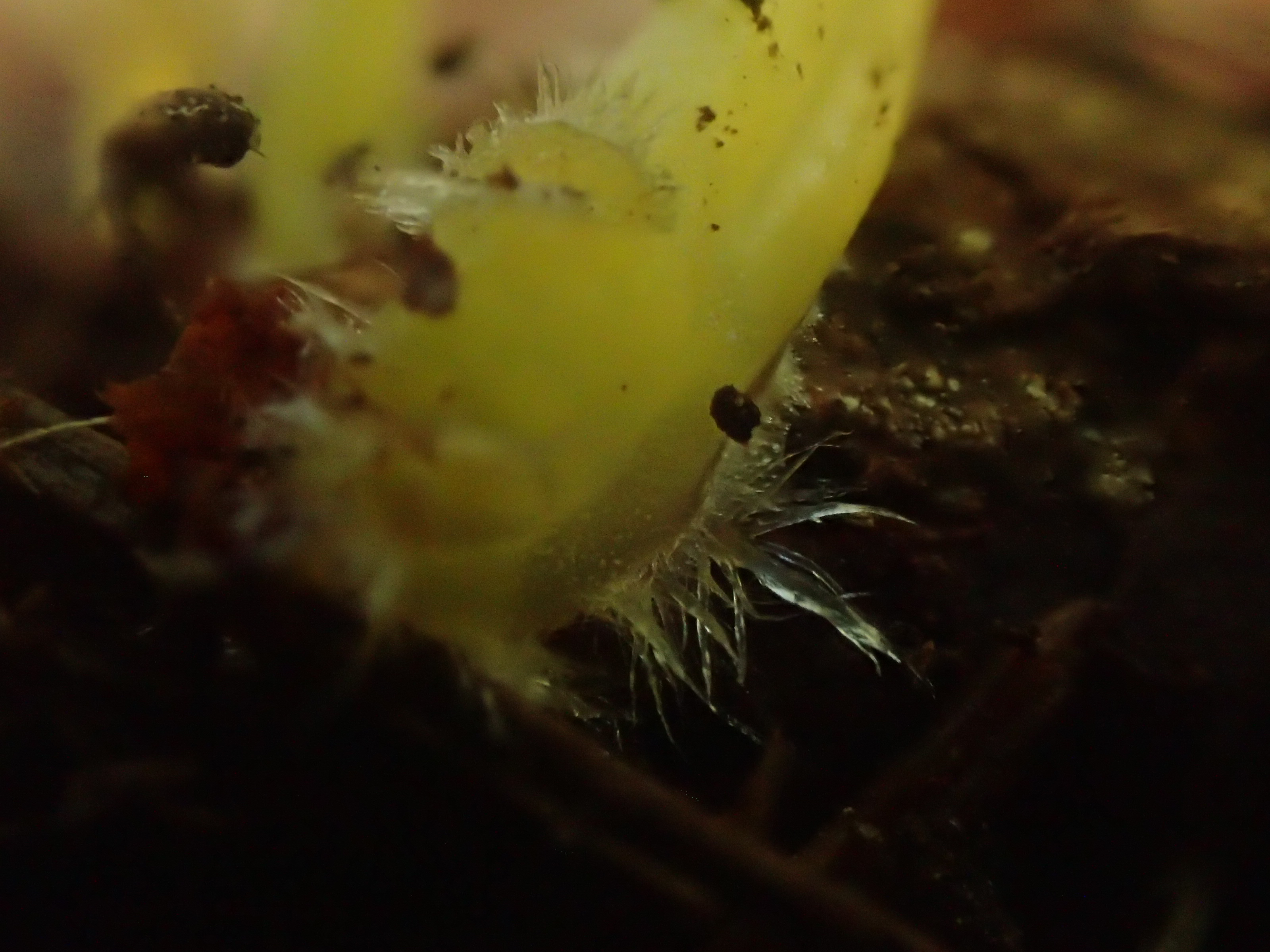
Byssus
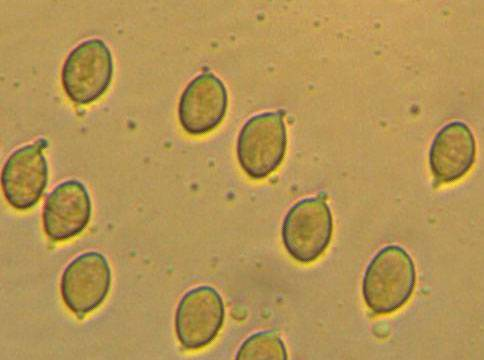
Spores
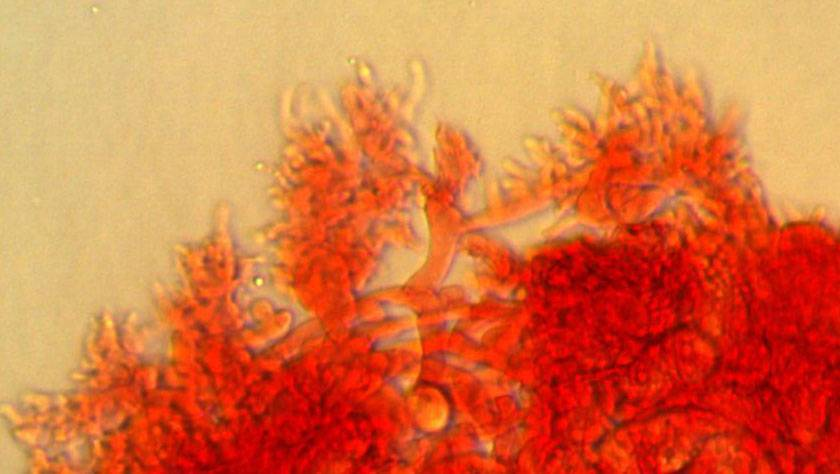
Cheilocystides
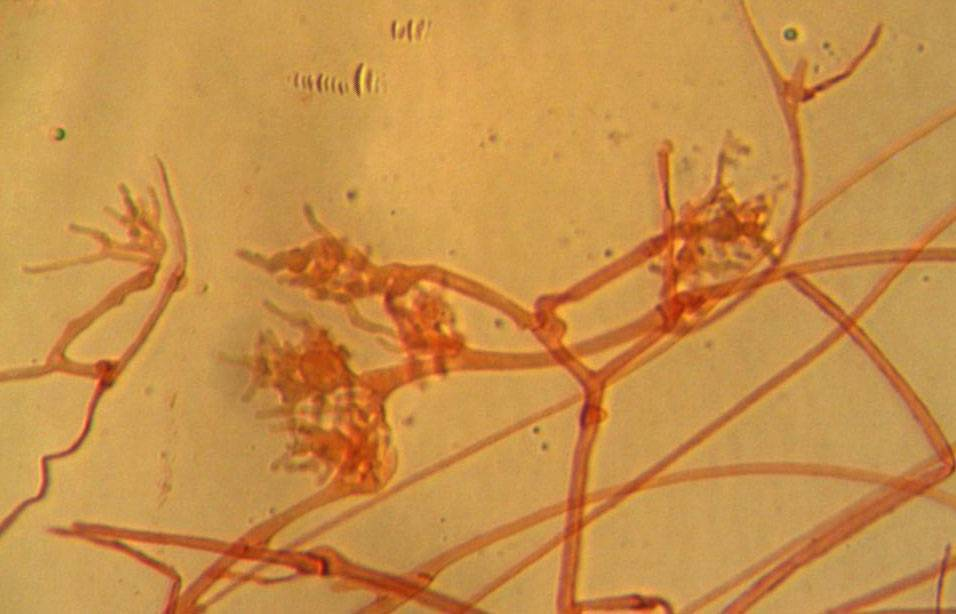
Hyphes de la cuticule du pied.

## Écologie et répartition
La Mycène des fougères est une espèce saprotrophe automnale qui apprécie les prairies humides, les pelouses moussues et les bois mixtes où elle pousse parmi les aiguilles de conifères et agit en décomposeur de la litière ainsi que sur le bois en décomposition des arbres feuillus.
Elle est commune et largement répandue sur l'ensemble de l'écozone holarctique et au delà, dont l'Europe et, entre autres, ses pays francophones,.

## Taxonomie
Ce petit champignon est décrit très tôt, en 1772, par le mycologue italien Giovanni Antonio Scopoli dans son ouvrage Flora Carniolica sous le nom Agaricus epipterygius, le genre Agaricus étant alors d'une définition proche de l'actuel ordre des Agaricales. Le nom scientifique aujourd'hui accepté,  Mycena epipterygia, date de 1821, lorsque le mycologue britannique Samuel Frederick Gray transfère cette espèce dans le genre Mycena.
L'épithète spécifique « epipterygia » provient du grec ancien ἐπί, epí (« sur ») et de Πτερύγιον, ptérygion diminutif de πτερόν, pterón et apparenté à πτερίς, pteris (« fougère ») car cette espèce pousse parfois sur les fougères en décomposition. Son nom français normalisé « Mycène des fougères » en est une vulgarisation.

### Synonymie
Mycena epipterygia a pour synonymes :
- Agaricus citrinellus Pers.
- Agaricus citrinellus var. candidus Weinm.
- Agaricus citrinellus var. tenellus Pers.
- Agaricus epipterygius Scop. (basionyme)
- Agaricus epipterygius f. flavidosperma Britzelm.
- Agaricus epipterygius var. flavidus Alb. & Schwein.
- Agaricus epipterygius var. glaucophyllus Alb. & Schwein.
- Agaricus epipterygius var. nutans (Sowerby) Pers.
- Agaricus epipterygius var. plumbeocaesius Alb. & Schwein.
- Agaricus flavipes Sibth.
- Agaricus nutans Sowerby
- Agaricus pelliculosus Fr.
- Agaricus plicatocrenatus Fr.
- Agaricus tenellus Batsch
- Collopus epipterygius (Scop.) E.Horak
- Mycena citrinella (Pers.) P.Kumm.
- Mycena citrinella (Pers.) Quél.
- Mycena citrinella var. candida (Weinm.) Gillet
- Mycena citrinella var. clusii Raithelh.
- Mycena epipterygia subsp. nutans (Sowerby) Gray

### Variétés
Liste des variétés actuellement acceptées selon MycoBank (23 octobre 2021) :
- Mycena epipterygia var. agnicola A.H. Sm., 1947
- Mycena epipterygia var. alba Oort
- Mycena epipterygia var. atroviscosa Malençon, 1989
- Mycena epipterygia var. badiceps M. Lange, 1955
- Mycena epipterygia var. brunneola J. Favre ex Maas Geest., 1989
- Mycena epipterygia var. candida (Weinm.) Bon & P. Roux, 1997
- Mycena epipterygia var. cespitosa Thiers, 1958
- Mycena epipterygia var. domingensis Lodge, 2004
- Mycena epipterygia var. epipterygia (variété type)
- Mycena epipterygia var. lignicola A.H. Sm., 1947
- Mycena epipterygia var. rubescens L. Remy, 1965
- Mycena epipterygia var. sophia Hadjist. & Grund, 1985
- Mycena epipterygia var. viscosa (Maire) Ricken, 1915